# Bävvejaure
Bävvejaure är en sjö i Arjeplogs kommun i Lappland och ingår i Skellefteälvens huvudavrinningsområde. Sjön har en area på 0,736 kvadratkilometer och ligger 1 014,1 meter över havet. Sjön avvattnas av vattendraget Tjårrejåkkå.

## Delavrinningsområde
Bävvejaure ingår i det delavrinningsområde (741175-151995) som SMHI kallar för Mynnar i Ikesjaure. Medelhöjden är 1 084 meter över havet och ytan är 14,59 kvadratkilometer. Det finns inga avrinningsområden uppströms utan avrinningsområdet är högsta punkten. Tjårrejåkkå som avvattnar avrinningsområdet har biflödesordning 2, vilket innebär att vattnet flödar genom totalt 2 vattendrag innan det når havet efter 403 kilometer. Avrinningsområdet består mestadels av kalfjäll (93 procent). Avrinningsområdet har 1,01 kvadratkilometer vattenytor vilket ger det en sjöprocent på 6,9 procent.